# 1847
1847 (số La Mã: MDCCCXLVII) là một năm thường bắt đầu vào thứ Sáu trong lịch Gregory.

## Sự kiện
- 5 tháng 10 – Sau khi vua Thiệu Trị băng hà, hoàng tử Hồng Nhậm lên ngôi lấy niên hiệu là Tự Đức, trở thành hoàng đế thứ tư của nhà Nguyễn.

## Sinh
- 11 tháng 2 – Thomas Alva Edison, nhà phát minh người Mỹ (m. 1931)
- 3 tháng 3 – Alexander Graham Bell, nhà phát minh sinh ra ở Scotland (m. 1922).
- 1 tháng 11 – Vua Hiệp Hòa, hoàng đế thứ sáu của nhà Nguyễn (m. 1883).
- Không rõ – Nguyễn Phúc Gia Phúc, phong hiệu Phục Lễ Công chúa, công chúa con vua Thiệu Trị (m. 1888).

## Mất
- 7 tháng 3 – Lê Thị Lộc, phong hiệu Thất giai Quý nhân, thứ phi của vua Minh Mạng (s. 1809).
- 19 tháng 3 – Nguyễn Phúc Trang Tĩnh, phong hiệu Hòa Mỹ Công chúa, công chúa con vua Minh Mạng (s. 1825).
- 20 tháng 3 – Nguyễn Phúc Miên Ngụ, hoàng tử con vua Minh Mạng (s. 1833).
- 21 tháng 5 – Nguyễn Phúc Miên Quan, tước phong Kiến Tường công, hoàng tử con vua Minh Mạng (m. 1827).
- 23 tháng 5 – Nguyễn Phúc Miên Mật, tước phong Quảng Ninh Quận vương, hoàng tử con vua Minh Mạng (s. 1825).
- 28 tháng 6 – Nguyễn Phúc Tường Hòa, phong hiệu Nghĩa Hà Công chúa, công chúa con vua Minh Mạng (s. 1827).
- 4 tháng 10 – Vua Thiệu Trị, hoàng đế thứ ba của nhà Nguyễn (s. 1807).
- 19 tháng 11 – Nguyễn Phúc Gia Trang, công chúa con vua Minh Mạng (s. 1831).
- Không rõ – Nguyễn Phúc Ngọc Châu, phong hiệu Bình Thái Công chúa, công chúa con vua Gia Long (s. 1782).
- Không rõ – Nguyễn Phúc Tĩnh Hảo, phong hiệu Diên Phúc Công chúa, công chúa con vua Thiệu Trị (s. 1824).